# Tomodachi Life
Tomodachi Life este un joc video de simulare a vieții dezvoltat de Nintendo SPD și lansat de Nintendo pentru consola portabilă Nintendo 3DS. Lansat pentru prima dată în Japonia în aprilie 2013 sub numele de Tomodachi Collection: New Life, jocul a fost ulterior lansat internațional în iunie 2014. Acesta este succesorul jocului Tomodachi Collection pentru Nintendo DS, lansat în 2009 exclusiv în Japonia.

## Conceptul și Gameplay-ul
Tomodachi Life permite jucătorilor să creeze și să gestioneze o insulă plină de Mii, avataruri personalizate ale jucătorilor, prietenilor și membrilor familiei. Jocul este structurat în jurul interacțiunilor sociale și evenimentelor zilnice care au loc pe insulă.

### Crearea Mii-urilor
Jucătorii își pot crea propriile avataruri Mii, definind trăsături faciale, haine, personalitate și voce. Există o varietate mare de opțiuni pentru personalizarea Mii-urilor, oferind jucătorilor libertatea de a crea avataruri unice. Vocea fiecărui Mii poate fi ajustată pentru a suna cât mai aproape de realitate.

### Interacțiunile Sociale
Mii-urile trăiesc într-o clădire de apartamente pe insulă și își exprimă dorințele și nevoile. Jucătorii trebuie să le ajute să își îndeplinească dorințele, care variază de la mâncare și haine, la prietenii și relații romantice. Mii-urile pot dezvolta relații de prietenie, dușmănie, se pot îndrăgosti și chiar se pot căsători și avea copii.

### Evenimente și Activități
Insula din Tomodachi Life găzduiește o serie de locații și activități, cum ar fi magazine, parcuri și plaje. Jucătorii pot participa la diverse minijocuri și evenimente, cum ar fi concursuri de cântat, competiții de mâncat și loterii. Evenimentele și activitățile contribuie la dinamica insulei și la diversitatea experienței de joc.

## Dezvoltare și Lansare
Tomodachi Life a fost dezvoltat de Nintendo SPD, echipa responsabilă și pentru primul joc din serie, Tomodachi Collection. Procesul de dezvoltare a fost condus de Yoshio Sakamoto, un veteran al industriei jocurilor video cunoscut pentru munca sa la seria Metroid. În timpul dezvoltării, echipa a acordat o atenție deosebită detaliilor și realismului interacțiunilor sociale dintre Mii-uri.

### Lansarea Internațională
Inițial lansat în Japonia în aprilie 2013, jocul a avut un succes considerabil, determinând Nintendo să planifice o lansare internațională. În iunie 2014, Tomodachi Life a fost lansat în America de Nord, Europa și Australia, cu ajustări și localizări pentru a se potrivi culturilor locale.

## Recepție și Impact
Tomodachi Life a primit recenzii mixte spre pozitive din partea criticilor. Jurnaliștii au lăudat creativitatea și unicitatea jocului, dar au criticat lipsa de profunzime a anumitor elemente de gameplay. Cu toate acestea, jocul a fost apreciat pentru abordarea sa inovatoare a genului de simulare a vieții și pentru umorul său distinctiv.

### Controverse
În timpul lansării internaționale, Tomodachi Life a fost subiectul unei controverse legate de lipsa opțiunii de relații de același sex. Nintendo a fost criticată pentru excluderea comunității LGBTQ+, dar compania a răspuns că această caracteristică nu a fost intenționată ca o declarație socială și că ar fi prea dificil de implementat în cadrul actual al jocului. Nintendo a promis să ia în considerare diversitatea și incluziunea în viitoarele produse.

### Vânzări
Tomodachi Life a avut vânzări solide pe plan internațional, devenind unul dintre cele mai bine vândute jocuri pentru Nintendo 3DS. Succesul jocului a demonstrat potențialul pieței pentru titluri neconvenționale și experimentale.

## Viitorul Seriei
Deși Nintendo nu a anunțat oficial o continuare a jocului Tomodachi Life, fanii seriei așteaptă cu nerăbdare noi iterații care să aducă îmbunătățiri și funcții suplimentare. Potențialul pentru expansiune și inovare în genul de simulare a vieții rămâne ridicat, iar succesul Tomodachi Life sugerează că există o piață robustă pentru astfel de experiențe de joc.

## Moștenirea
Tomodachi Life rămâne un titlu memorabil în catalogul Nintendo datorită abordării sale unice și a stilului său distinctiv. În ciuda controverselor, jocul a deschis calea pentru discuții mai largi despre reprezentare și incluziune în industria jocurilor video. De asemenea, a inspirat alte jocuri de simulare și a contribuit la diversificarea genului.
Acest titlu este mai mult decât un simplu joc video; este o experiență interactivă care explorează complexitatea relațiilor umane într-un mod jucăuș și captivant. Cu un amestec de umor, personalizare și interacțiune socială, jocul continuă să fie apreciat de jucători din întreaga lume, marcându-și locul în istoria jocurilor de simulare a vieții.